# 안토니오 디 파도바
파도바의 안토니오(라틴어: Sanctus Antonius Patavinus, 1195년 8월 15일 - 1231년 6월 13일)는 포르투갈의 로마 가톨릭교회 성직자이자 프란치스코회의 수사이다. 이탈리아의 파도바에서 선종하였으나, 본래 그는 리스본의 부유한 집안에서 태어났다. 생전에 탁월한 설교와 성경에 대한 해박한 지식으로 유명하였으며, 당대에 그를 능가할 만한 설교가가 나오기는 힘들 정도로 높이 평가받았다. 그는 이례적으로 선종한 후 다음 해 교황 그레고리오 9세에 의해 성인으로 시성되었으며, 1946년에는 교황 비오 12세로부터 교회학자로 선언되었다. 축일은 6월 13일이다. 안토니오는 흔히 젊은 프란치스코회 수사의 모습으로 그려지며, 특히 잃어버린 물건이나 사람을 찾는 사람들의 수호성인이다.

## 생애

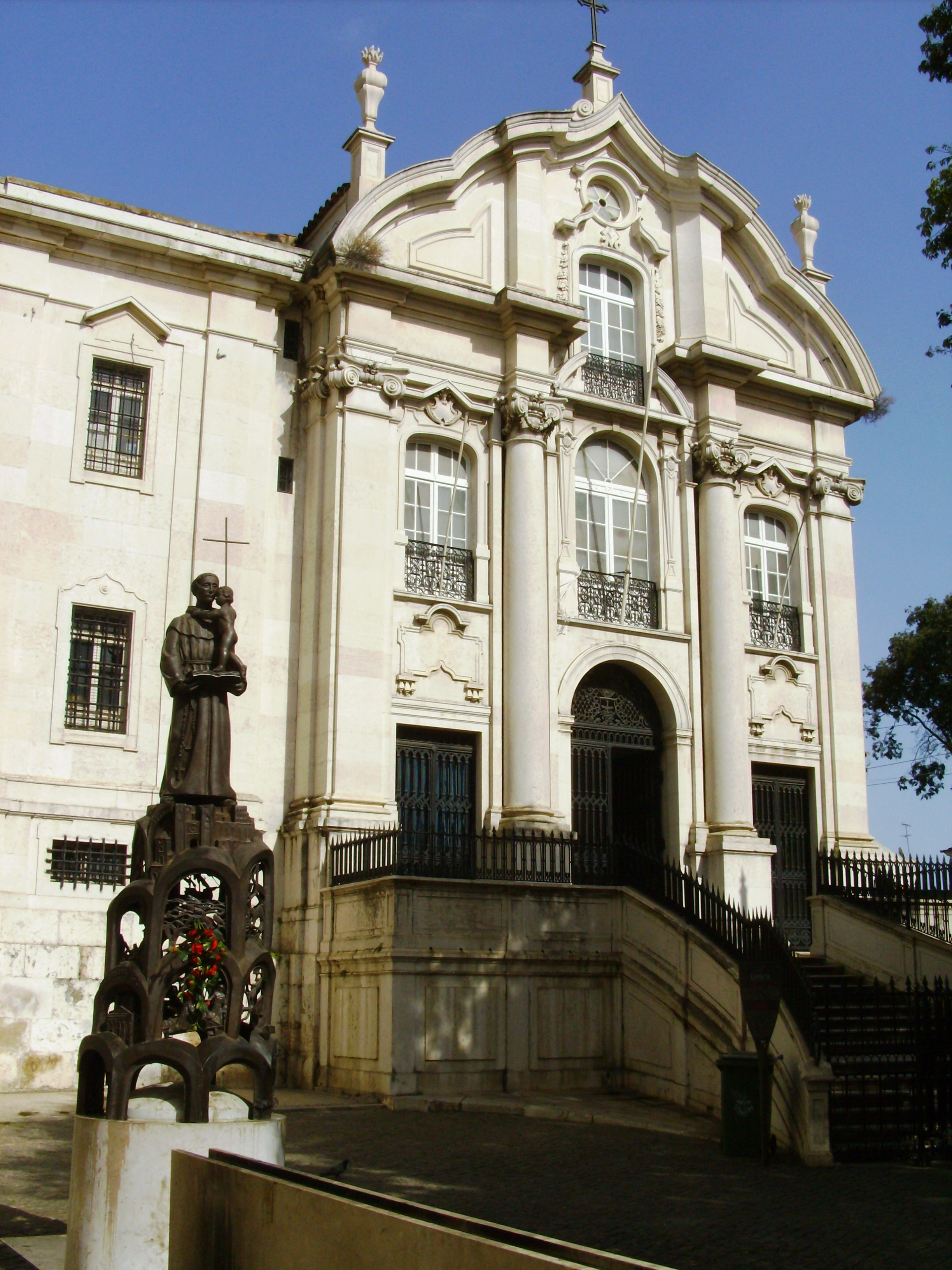
포르투갈 리스본의 산토안토니오 성당. 본래 이곳은 파도바의 성 안토니오가 태어난 장소였다.

### 어린 시절
안토니오의 본명은 페르난두 마르팅스 드불룡이스(Fernando Martins de Bulhões)이며, 포르투갈의 리스본 태생이다. 15세기 작가들은 그가 비센트 마르팅스와 테레자 파이스 타베이라 사이에서 태어난 아들이며, 특히 그의 부친이 불룡이스 가문의 조상인 페드루 마르탕스 드불룡이스와는 형제지간이었다고 기술한 반면에, 니콜로 다갈은 이 자료의 신빙성을 불확실하다고 보았다. 어쨌든 부유한 귀족 집안 출신이었던 페르난두는 지역 교구 학교에 입학하였다. 15세가 된 그는 리스본 변두리에 있는 아우구스티노회 소속 상비센트드포라 수도원의 수도참사회원으로 입회하였다. 1212년에 가족들과 친구들의 잦은 방문으로 정신이 산만해진 그는 수도원 장상을 찾아가서 코임브라에 있는 아우구스티노회의 모원(母院)인 산타크루스 대수도원으로 자신을 이동시켜 줄 것을 요청하였다. 그의 요청이 받아들여져, 그는 포르투갈의 수도인 리스본에서 코임브라로 가게 되었다. 그곳에서 그는 신학과 라틴어를 공부하였다.

### 프란치스코회 입회
사제 서품을 받은 페르난도는 대수도원을 방문하는 사람들을 접대하는 책임자로 임명되었다. 그가 코임브라에 머무를 당시, 프란치스코회의 일부 수사들이 코임브라 외곽에 있는 작은 은둔처에 정착하였다. 페르난도는 곧 소박한 프란치스코회 수사들의 복음적 생활 방식에 깊이 매료되었다. 한편, 모로코로 포교 활동을 떠난 프란치스코회 선교사 다섯 명이 체포되어 참수당했다는 소식이 전해졌다. 스페인 국왕 알폰소는 순교자들의 몸값을 모로코 정부에 내고 시신을 안전하게 데려와 산타크루스 대수도원에 안장하도록 지시하였다. 이 같은 프란치스코회 선교사들의 순교에 깊이 감명한 페르난두는 수도원 장상의 허락을 받아 아우구스티노회 참사회원 자리를 버리고, 새로 프란치스코회에 입회하였다. 프란치스코회 수사가 된 그는 사막의 교부들 가운데 한 사람이자 모든 수도자의 아버지라고 불리는 대 안토니오의 이름에서 따온, 안토니오라는 수도명을 받았다.
안토니오는 새로 수도 서원을 한 후에 모로코로 파견되었다. 하지만 모로코에 도착한 후 병을 심하게 앓은 그는 다시 포르투갈로 귀국길에 올랐다. 그런데 회항 중 배는 항로에서 벗어나 시칠리아에 당도하였다.
안토니오는 시칠리아에서 출발하여 토스카나로 도착해서 그곳 수도원에 들어갔다. 하지만 병약한 그의 건강 상태 때문에 수도 생활이 녹록치 않았다. 최종적으로 그는 로마냐의 포를리 인근에 있는 산파올로라는 시골의 은둔처로 배속되었는데, 이는 그의 건강 악화를 고려하여 내려진 조치였다. 그곳에서 안토니오는 한 수사가 인근 동굴에 만든 독방에 은거하며 개인적으로 기도와 공부를 하며 시간을 보냈다.

### 웅변과 가르침

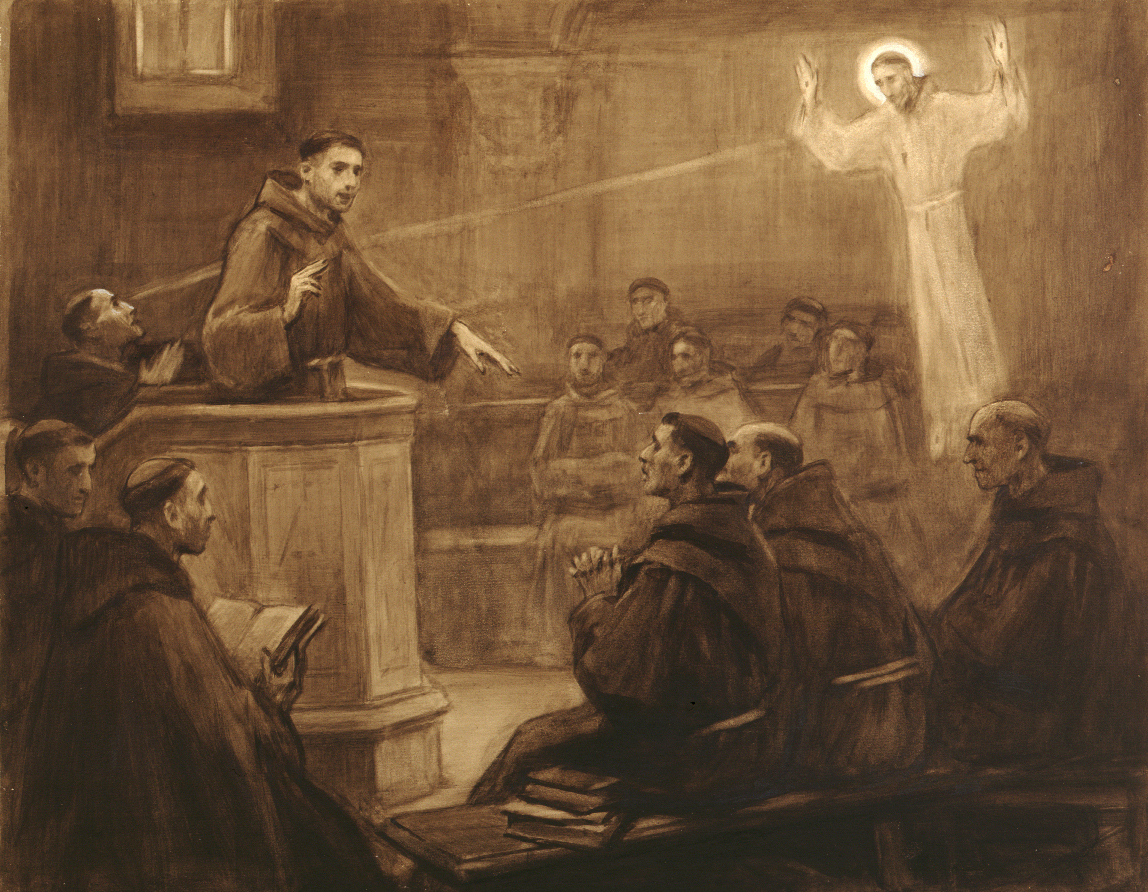
강론대에 서서 강론하는 성 안토니오

1222년 어느 날, 포를리에서 프란치스코회 사제 서품식이 있게 되었는데, 도미니코회 수사들도 많이 자리에 참석하였다. 그런데 당시 미사 중 누가 강론할 것인지를 놓고 예기치 않게 문제가 발생하였다. 프란치스코회 측에서는 도미니코회가 설교자회라는 이름으로도 알려진 만큼 뛰어난 설교로 유명하였기 때문에 도미니코회원 가운데 한 사람이 강론대에 서기를 바랐다. 반면에 도미니코회원들은 프란치스코회원이 당연히 강론할 것이라고 생각했기 때문에 강론 준비를 전혀 하지 않은 상태로 참석하였다. 그리하여 크게 난처해진 은수원장은 이 사태를 해결할 사람을 모색하던 중 안토니오가 가장 제격일 것 같았다. 은수원장은 안토니오를 찾아가 자초지종을 설명하고 성령이 그의 입을 통해 말씀을 내려주려는 것을 받아들이라고 간청하였다. 안토니오는 극구 사양했지만 받아들여지지 않았다. 결국 그는 강론대에 서게 되었는데, 그의 강론은 사람들에게 깊은 감명을 주었다. 그는 우렁찬 목소리와 겸손한 태도 뿐만 아니라 강론의 주제 및 전체적인 내용 그리고 유창한 웅변 실력을 통해 청중들의 마음을 단숨에 사로잡았다. 청중은 모두 수년간 아우구스티노회에서 수도 생활을 하면서 성경에 대한 지식을 쌓아올린 그의 해박함에 감탄하지 않을 수 없었다.
이후 안토니오에 대한 이야기는 곧 전국에 널리 퍼져, 프란치스코회의 설립자인 아시시의 프란치스코의 귀에까지 들어갔다. 처음에 프란치스코는 신학 공부에 지나치게 열중하면 자칫 청빈한 삶을 살겠다고 서원한 맹세를 잊혀질 수도 있다고 강하게 우려하였다. 그러나 안토니오를 직접 만난 그는 당초 가졌던 우려를 말끔히 씻어냈다. 더불어 그는 안토니오가 사제 서품을 이미 받았거나 준비 중에 있는 젊은 수사들에게 필요한 교육을 줄 수 있는 재목으로 생각하였다. 그리하여 1224년 프란치스코는 프란치스코회원들의 교육을 안토니오에게 위임하였다.
오늘날 잃어버린 사람이나 물건을 찾을 때 안토니오에게 전구를 청하는 것의 유래는 볼로냐에서 있었던 일이 계기가 되었다. 평상시 안토니오는 학생들을 가르칠 때 사용하려고 쓴 원고들과 주석이 포함된 시편집 한 권을 휴대하고 다녔다. 그러던 어느 날 한 수련자가 허락 없이 안토니오의 시편집을 가져갔다. 당시에는 아직 인쇄 기술이 없었기 때문에 책이 매우 귀한 물품이었다. 안토니오는 자신의 시편집이 없어진 것을 알고 하루속히 시편집을 발견하거나 자신에게 돌아오게 해달라고 기도하였다. 나중에 그 수련자는 자신의 죄를 뉘우치고, 시편집을 안토니오에게 반환하고 수도회에 복귀하였다. 안토니오가 도둑 맞았던 시편집은 오늘날 볼로냐에 있는 프란치스코회 수도원에 보관되어 있다고 한다.
가끔씩 안토니오는 프랑스 남부에 있는 몽플리에 대학과 툴루즈 대학에서 교수로 근무하였지만, 실제로 그의 기량을 가장 높이 드러낸 활동은 설교사로서였다. 한 예로, 역사학자 소프로니우스 클라젠은 안토니오의 설교 및 강론은 기독교계의 자랑이라고까지 말할 정도였다. 그의 강론은 주로 성경의 비유 및 상징의 의미를 알기 쉽게 풀이해주는 것이었다. 1226년 프랑스 아를에 소집된 수도회 총회에 참석한 다음 이어서 프로방스 지역에서 설교를 한 그는 이탈리아로 돌아와서 프란치스코회 이탈리아 북부 관구장에 임명되었다. 그는 자신이 거처할 도시로 파도바를 선택하였다.
1228년 안토니오는 프란치스코회 대표 자격으로 교황 그레고리오 9세를 알현하였다. 교황궁에서 한 그의 설교는 성경의 보물 창고라는 칭송을 받았으며, 강론집 저술을 요청받았다. 그리하여 완성된 것이 바로 《축일 강론》(Sermones in Festivitates)이다. 그레고리오 9세는 안토니오를 가리켜 ‘신약의 방주’(Doctor Arca testamenti)라고 칭찬하였다.

### 죽음
안토니오는 맥각중독증에 걸려 1231년에 두 명의 수사와 함께 캄포삼피에로의 숲으로 요양을 갔다. 그곳에서 그는 호두나무 아래에 자신을 위해 세워진 가옥에 거주하였다. 1231년 6월 13일 파도바로 돌아온 안토니오는 글라라회 수녀원에서 향년 35세의 나이에 선종하였다.
안토니오의 유언에 따라, 12세기 후반 무렵에 그가 설립한 수도원 근처에 있는 작은 성당인 산타 마리아 마테르 도미니 성당에 안장되었던 것으로 보인다. 훗날 점차 그의 유명세가 높아져가자, 그의 명성에 걸맞게 1232년부터 거대한 대성당을 짓기 위한 대대적인 공사가 시작되어 1301년에 완공되었다. 당초의 작은 성당은 대성당 내 검은 성모 경당(Cappella della Madonna Mora)에 포함되었다. 오늘날 대성당은 안토니오의 이름을 따서 파도바의 성 안토니오 대성당이라고 불린다.
안토니오의 선종에 대해서는 다양한 이야기가 전해져오고 있다. 그가 선종하자 길거리의 어린이들이 갑자기 모두 울음을 터뜨리고 모든 성당의 종들이 일제히 울렸다는 이야기가 있으며, 사후 그의 유해 중에서 오직 그의 혀만이 살아있는 듯 생생하게 보존되어 있다는 것이다. 안토니오의 시신은 그를 위해 지은 거대한 대성당 내부 경당에 안장되어 있지만, 그의 혀만은 공경 예절을 위해 거대한 성해함에 보관되어 전시하고 있다. 안토니오가 죽은 지 30년이 지난 후에 그의 시신이 발굴되었는데, 시신의 부패는 이미 많이 진행된 상태였으나 오직 혀만은 마치 지금까지 살아있는 것처럼 생생하게 보존되어 있었다고 한다. 이러한 이야기는 안토니오가 생전에 얼마나 훌륭한 강론을 했는지를 알려주는 하나의 이야기라고 할 수 있다.

## 사후 영향과 평가
안토니오는 선종한 지 1년만인 1232년 5월 30일 이탈리아 스폴레토에서 교황 그레고리오 9세에 의해 성인으로 시성되었다. 그의 명성은 포르투갈에까지 널리 퍼졌으며, 오늘날 파도바는 물론 포르투갈의 여러 지역 및 과거 포르투갈의 식민지였던 나라들에서는 안토니오를 수호성인으로 지정하여 공경하고 있다. 안토니오는 특히 잃어버린 것을 찾는 이들의 수호성인으로 유명하다.

## 같이 보기
- 이탈리아의 로마 가톨릭교회
- 성인들의 마리아론